# Пеленг
Пѐленг в навигацията се нарича хоризонталният ъгъл между северната част на меридиана на наблюдателя и направлението към даден обект; 
Измерва се по часовниковата стрелка от посоката север до посоката към обекта и се отчита в градуси от 0 до 360°. Самото измерване се нарича пеленгация.

## Видове
В зависимост от използвания меридиан, пеленгът може да бъде:
- Истински – измерва се от истинския (географски) север, т.е. направление към Северния полюс;
- Магнитен – измерва се от магнитния север, т.е. от направление към магнитния полюс на Земята;[1]

Според начина на измерване пеленгът може да бъде:
- Компасен или бусолен – измерва се от компасния север, т.е. от направлението, показвано от компаса. Тъй като компасът от всяка конструкция има поправка, това направление се различава както от истинското, така и от магнитното;
- Визуален (оптичен) – измерва се с пеленгатори, курсоуказатели, визьори, перископи и други подобни инструменти. Предполага се, че обектът (външният ориентир) се намира в полето на пряка видимост на наблюдателя. Точността на оптичния пеленг се определя от точността на използвания инструмент;
- Хидролокационен – направление към източник на звук във водата. Измерва се с хидролокатор;
- Теплинен – направление към инфрачервен източник. Измерва се с топловизор;
- Радиопеленг – в качество на обект се намира радиопредавател. Измерва се от радиопеленгатор. Неговата отдалеченост може да е много над далечината на пряката видимост. Поради това точността се влияе от кривината на земната повърхност. Радиопеленгът е ортодромичен, тъй като радиовълните се разпространяват по най-кратката линия. За нанасянето на пеленга на картата възниква необходимост от поправка (ψ = Лок. П. − Орт. П.) за превръщането му в локсодромна проекция. В случая на карта с меркаторска проекция ортодромичната поправка има следния вид:

{\displaystyle \psi ={\frac {1}{2}}\cdot \Delta \lambda \cdot sin\phi _{\mathrm {cp} }\,}
и се изчислява по средна ширина φср:
{\displaystyle \phi _{\mathrm {cp} }={\frac {\phi _{\text{c}}+\phi _{\text{p}}}{2}}\,}
и по разлика на дължината Δλ:
{\displaystyle \Delta \lambda =\lambda _{p}-\lambda _{c}\,}
, където φс, λс са координатите на изчисляваната точка, а φр, λр – координатите на източника (радиомаяка)

## Пеленг и азимут
За разлика от азимута, допускащ вариации в отправната точка, пеленгът винаги се измерва от направление на север, по часовниковата стрелка и на пълна дъга от окръжността. Така пеленгът всъщност съответства на кръговия азимут.

## Относителен пеленг
В англоезичните пособия вместо понятието „курсов ъгъл“ се въвежда разновидност на пеленга под названието „относителен пеленг“ (англ. relative bearing).